# Apolysis eremophila
Apolysis eremophila är en tvåvingeart som beskrevs av Friedrich Hermann Loew 1873. Apolysis eremophila ingår i släktet Apolysis och familjen svävflugor. Inga underarter finns listade i Catalogue of Life.